# Печатка Каліфорнії
Велика печатка штату Каліфорнія (англ. The Great Seal of the State of California)  — один з державних символів штату Каліфорнія, США. Печатка була затверджена 1849 року, а потім перероблена в 1937-му. 
Творцями оригінального малюнка друку є Роберт Гарнетт та Альберт Кенер. 

## Опис
На печатці зображена давньогрецька богиня мудрості та війни Афіна; каліфорнійський ведмідь-грізлі (офіційна тварина штату), що поїдає виноградні лози; пучок зерна, що символізує  сільське господарство; працюючий шахтар, що символізує «каліфорнійську золоту лихоманку» та гірничодобувну промисловість; вітрильні судна, що демонструють потужність держави. 

## Цікаві факти
- Місто Еврика як міський герб використовує Велику печатку Каліфорнії. Це єдиний випадок у США, коли печатка штату використовується містом.